# Perreng
Perreng is een bestuurslaag in het regentschap Bangkalan van de provincie Oost-Java, Indonesië. Perreng telt 2508 inwoners (volkstelling 2010).